# Sacka
Sacka ist ein Ortsteil der sächsischen Gemeinde Thiendorf im Landkreis Meißen. Im Jahr 1276 ersterwähnt, gehört Sacka seit 1995 zu Thiendorf.

## Geographie

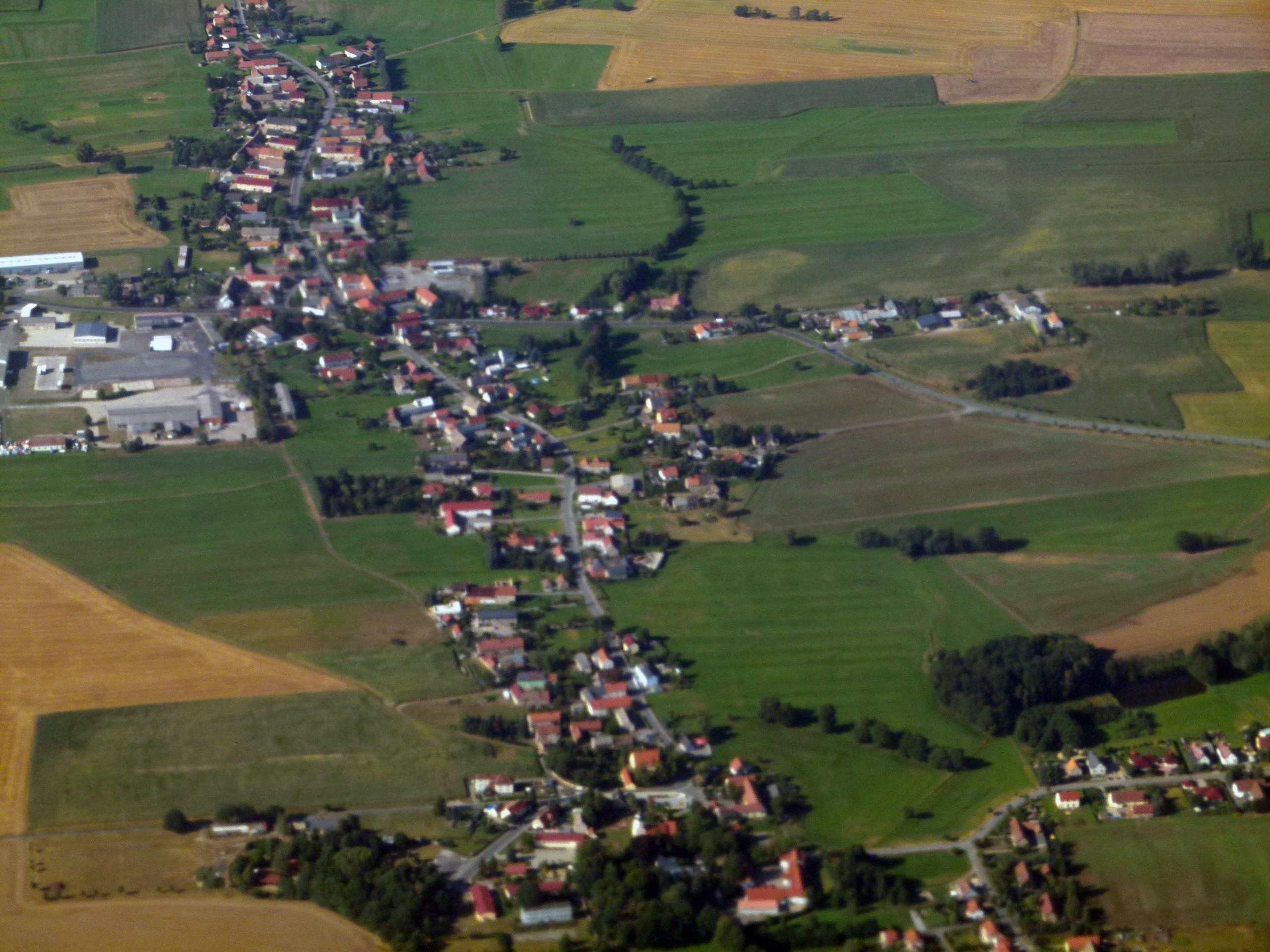
Blick auf Sacka aus der Luft

Sacka befindet sich rund vier Kilometer östlich vom Hauptort Thiendorf in der Großenhainer Pflege auf 166 m ü. NN. Der Ort liegt etwa auf halbem Weg zwischen Großenhain und Kamenz im Dresdner Heidebogen. Sacka wird von einer kuppigen Landschaft umgeben, die vornehmlich landwirtschaftlich genutzt wird. Um den Ort herum verlaufen viele kleinere Fließgewässer, die größten Stehgewässer in der Umgebung sind beispielsweise der Speicher Radeburg II (Großteich) bei Zschorna oder die vielen Teiche nordöstlich von Thiendorf. Südöstlich von Sacka erstreckt sich der Friedewald bis nach Ottendorf-Okrilla, nordöstlich des Ortes liegt die Königsbrücker Heide.
Die Bundesstraße 98 verläuft durch Sacka. Sie verbindet Riesa über Großenhain und Thiendorf mit Königsbrück. Bei Thiendorf, das an der Bundesautobahn 13 (Berlin–Dresden) liegt, hat die B 98 eine Anschlussstelle mit der Autobahn. In Sacka kreuzt sich die Bundesstraße mit der in Nord-Süd-Richtung verlaufenden Kreisstraße 8536, die den Ort nach Stölpchen und Kleinnaundorf anbindet.
Sacka bildet eine eigene Ortsgemarkung, die in ihren Abmessungen der Gemeinde Sacka bis zur Eingliederung von Stölpchen entspricht. Die Gemarkung grenzt im Norden an Stölpchen (zu Thiendorf) sowie im Nordosten und Osten an Röhrsdorf (zu Königsbrück). Südöstlich ist die Gemeinde Laußnitz benachbart, im Süden grenzen zudem die Gemarkungen von Tauscha und von Dobra (beide Thiendorf) an. Südwestlicher Nachbar Sackas ist Lötzschen, im Westen grenzt die Gemarkung Thiendorfs an. Die nordwestliche Grenze der Gemarkung bildet Welxande (alle drei zur Gemeinde Thiendorf).
Sacka besitzt einen öffentlichen Ort, genannt das Wäldchen zu Sacka, an dem jedes Jahr mehrere Events stattfinden. So auch zweimal die Open-Air-Disko Sacka, die vom Jugendclub organisiert und durchgeführt wird.

## Geschichte
| Jahr        | Einwohner |
| ----------- | --------- |
| 1834        | 309       |
| 1871        | 438       |
| 1890        | 464       |
| 1910        | 567       |
| 1925        | 542       |
| 1933        | 528       |
| 1939        | 566       |
| 1946        | 731       |
| 1950        | 699       |
| 1964        | 775       |
| 1990        | 603       |
| 1994        | 637       |
| → Thiendorf |           |
| 2008        | 700       |
| 2015        | 547       |

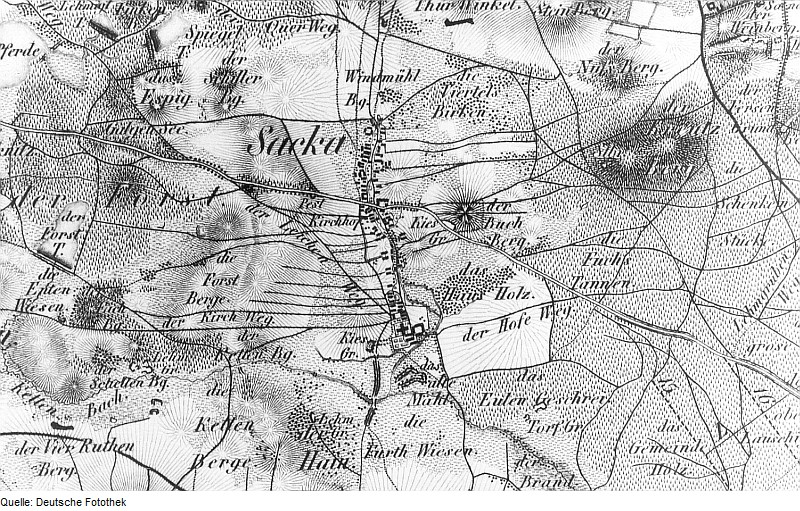
Sacka und Umgebung im Topographischen Atlas des Königreichs Sachsen.

Ein Dorf an dieser Stelle wird erstmals im Jahre 1276 genannt, als Peregrinus et Renoldus de Sacco in Urkunden auftauchen. Im Jahr 1326 wird Sacka wie folgt erwähnt: „der hof mit dem dorfe, der der Sak heysit“. Der Ortsname entwickelte sich anschließend über zu dem Sacke (1350), vom Sacke (1386) um zum Sagk (1510) im 16. oder 17. Jahrhundert zur heute gebräuchlichen Form. Das 1326 etablierte Rittergut Sacka hatte als ersten Besitzer Friedrich von Schönfeld. In der Frühen Neuzeit wurde Sacka von Großenhain aus verwaltet. So gehörte der Ort im 15. Jahrhundert bereits zur Pflege Großenhain, folgend dann am Ende des 17. Jahrhunderts zum Amt Großenhain und ab 1856 zum Gerichtsamt Radeburg. Ab dem Jahr 1875 oblag die Verwaltung dann der Amtshauptmannschaft Großenhain.
Bevor Sacka 1838 durch die Sächsische Landgemeindeordnung Eigenständigkeit als Landgemeinde erhielt, war der Ort durch das Lehnswesen geprägt. Das ortsansässige Rittergut übte 1551 die Grundherrschaft über 30 besessene Mann und 48 Inwohner aus. Nach dem Ende des Siebenjährigen Krieges (1756–1763) hatten die Herren zu Sacka die Grundherrschaft über 29 besessene Mann und fünf Häusler inne, die auf 24 1⁄2 Hufen wirtschafteten.
Im Jahr 1900 erstreckte sich um das Straßendorf Sacka eine 879 Hektar große Gelängeflur, die von den Bauern des Dorfes bewirtschaftet wurde. Im Jahr 1925 war die überwiegende Mehrheit der 542 Einwohner Sackas evangelisch-lutherisch. Dieser während der Reformation entstandenen Konfession gehörten 539 Sackaer an, die übrigen drei waren anderer oder keiner Religion. In die evangelische Kirche Sacka waren unter anderem die Dörfer Lötzschen, Stölpchen und Welxande eingepfarrt. Diese gehören noch heute zur evangelisch-lutherischen Kirchgemeinde Sacka.
Die Einwohnerzahl des Ortes war von 1834 (309) bis 1910 (567) kontinuierlich gestiegen. Bis zum Beginn des Zweiten Weltkriegs stagnierte sie dann bei etwa 550.
Es wird erzählt, dass gegen Ende des Krieges eine kleine Wehrmachtseinheit hier eine Vorhut der Roten Armee angegriffen und aufgerieben haben soll, ausgehend von Lötzschen und Tauscha, und dass aus diesem Grund kurz darauf Ortsansässige von folgenden Einheiten der Roten Armee in eine brennende Scheune getrieben wurden und erschossen wurden, nachdem Zwangsarbeiter den Befreiern von diesem Angriff berichteten. In der Folgezeit jedoch soll es keine weiteren Kriegsverbrechen gegeben haben, lediglich die Vorräte wurden konfisziert und teilweise zurückgegeben.
Im Mai 1945 brannte das Herrenhaus zu Sacka vollständig ab, heute sind noch Mauerreste in einem privaten Haus vorhanden. Es soll 1326 von Friedrich von Schönfeld begründet worden sein.
Nach dem Krieg kam das Land Sachsen in die Sowjetische Besatzungszone und später zur DDR. Die Bevölkerungszahl erreichte 1946 die damalige Höchstmarke von 731 Einwohnern, vier Jahre später lebten jedoch nur noch 699 Menschen in Sacka. Die historisch gewachsene Zugehörigkeit zu Großenhain blieb auch nach der Gebietsreform 1952 erhalten, die Sacka dem Kreis Großenhain im Bezirk Dresden zuordnete. Das bäuerliche Leben im Ort wurde nun sukzessive nach dem Prinzip der Landwirtschaft in der DDR ausgerichtet. Am 1. Januar 1960 wurde die Nachbargemeinde Stölpchen nach Sacka eingegliedert. Die vergrößerte Gemeinde hatte damit nun eine Fläche von 12,5 km² und im Jahr 1964 den Bevölkerungshöchststand von 775 Einwohnern. Bis 1990 sank die Einwohnerzahl wieder auf 603.
Nach der Deutschen Wiedervereinigung kam Sacka zum wiedergegründeten Freistaat Sachsen. Da die Gemeinde mit ihren etwas mehr als 600 Einwohnern zu klein war, um weiterhin eigenständig bleiben zu können, schloss sie sich mit Wirkung zum 1. April 1995 mit Thiendorf zur neuen Gemeinde Thiendorf zusammen. Seitdem ist Sacka einer von heute acht Ortsteilen dieser Gemeinde. Die folgenden Gebietsreformen in Sachsen ordneten Thiendorf 1994 dem Landkreis Riesa-Großenhain und 2008 dem Landkreis Meißen zu.
Durch die günstige Verkehrslage des Ortes an der Autobahn und mit Arbeitsplätzen im Gewerbegebiet Thiendorf konnte der Ort seit 1990 einen Einwohnerzuwachs verzeichnen. Es kam zur Errichtung von Einfamilienhäusern und zur Sanierung vorhandener Substanz. Im Vergleich zu 1990 lebten 1994 rund 30 Menschen mehr im Ort, 2012 wohnten etwa 700 Personen in Sacka. Begünstigend dafür war auch die Ansiedlung einer Tochterfirma von Süss Microtec. Am Standort Sacka werden Systeme für das Testen von Mikro-Bauteilen entwickelt. 2010 verkaufte Süss Microtec an die Cascade Microtech Inc.

## Kirche Sacka
Die Jakobskirche Sacka zählt zu den ältesten evangelischen Kirchen im Kirchenbezirk Großenhain. In diesem Bezirk bildet sie den Pfarrbereich Sacka, zu dem neben der Sackaer Kirche auch die Kirchen in Dobra, Würschnitz und Tauscha gehören. Die Kirche entstand im 16. Jahrhundert aus der Erweiterung einer kleinen Kapelle am Rand des Ortes. Diese war nötig geworden, da die Kirche im Zentrum des Ortes einzustürzen drohte. Der Kirchturm wurde wahrscheinlich im Jahr 1615 fertiggestellt. Bereits 1556 wurde das Pfarrhaus errichtet. Die Kirche ist mit zahlreichen Grabdenkmälern der Herren des Ortes ausgeschmückt.
In der Zeit des Nationalsozialismus stellte sich die Kirchgemeinde gegen die Deutschen Christen, der Widerstand führte zu starken Auseinandersetzungen und Verhaftungen.
Unterhalb der Kirche wurde in den 2000er Jahren eine Krypta gefunden, vermutlich von den Herren von Sack Sack (Adelsgeschlechter).